# Lista odcinków serialu Bonanza
Poniżej znajduje się lista odcinków serialu telewizyjnego Bonanza – emitowanego przez amerykańską stację telewizyjną NBC od 19 września 1959 r. do 16 stycznia 1973. W Polsce emitowany był m.in. na kanałach TVP 1, Filmbox, TVS czy Antena HD.

## Sezon 1 (1959-1960)
| 1                                                                                            | A Rose for Lotta              | Róża dla Lotty                                      | Edward Ludwig  | David Dortort                                           | 12 września 1959     |
| 2                                                                                            | The Sun Mountain Herd         | brak tytułu                                         | Paul Landres   | Gene L. Coon, David Dortort                             | 19 września 1959     |
| 3                                                                                            | The Newcomers                 | brak tytułu                                         | Christian Nyby | Thomas Thompson                                         | 26 września 1959     |
| 4                                                                                            | The Paiute War                | Wojna Pajutów                                       | Paul Landres   | Gene L. Coon                                            | 3 października 1959  |
| 5                                                                                            | Enter Mark Twain              | Wschodzący Mark Twain                               | Paul Landres   | Harold Shumate                                          | 10 października 1959 |
| 6                                                                                            | The Julia Bulette Story       | Historia Julii Bulette                              | Christian Nyby | Al C. Ward                                              | 17 października 1959 |
| 7                                                                                            | The Saga of Annie O'Toole     | Saga o Annie O’Toole                                | Joseph Kane    | Thomas Thompson                                         | 24 października 1959 |
| 8                                                                                            | The Philip Diedesheimer Story | Historia Philipa Diedesheimera                      | Joseph Kane    | Thomas Thompson                                         | 31 października 1959 |
| 9                                                                                            | Mr. Henry Comstock            | Pan Henry Comstock                                  | John Brahm     | David Dortort                                           | 7 listopada 1959     |
| 10                                                                                           | The Magnificent Adah          | Wspaniała Adah                                      | Christian Nyby | Donald S. Sanford                                       | 14 listopada 1959    |
| 11                                                                                           | The Truckee Strip             | brak tytułu                                         | Christian Nyby | Herman Groves                                           | 21 listopada 1959    |
| 12                                                                                           | The Hanging Posse             | brak tytułu                                         | Christian Nyby | Carey Wilber                                            | 28 listopada 1959    |
| 13                                                                                           | Vendetta                      | Vendetta                                            | Joseph Kane    | Robert E. Thompson                                      | 5 grudnia 1959       |
| 14                                                                                           | The Sisters                   | Siostry                                             | Christian Nyby | Carey Wilber                                            | 12 grudnia 1959      |
| 15                                                                                           | The Last Hunt                 | Ostatnie polowanie                                  | Christian Nyby | Donald S. Sanford                                       | 19 grudnia 1959      |
| 16                                                                                           | El Toro Grande                | El Toro Grande                                      | Christian Nyby | John Tucker Battle                                      | 2 stycznia 1960      |
| 17                                                                                           | The Outcast                   | Trędowata                                           | Lewis Allen    | Thomas Thompson                                         | 9 stycznia 1960      |
| 18                                                                                           | A House Divided               | Dom podzielony                                      | Lewis Allen    | Al C. Ward                                              | 16 stycznia 1960     |
| 19                                                                                           | The Gunmen                    | Rewolwerowcy                                        | Christian Nyby | Carey Wilber                                            | 23 stycznia 1960     |
| * Odcinek został wydany w Polsce na dvd pod tytułem „Rewolwerowcy”.                          |                               |                                                     |                |                                                         |                      |
| 20                                                                                           | The Fear Merchants            | Siewcy strachu / Postrach miasta                    | Lewis Allen    | Thomas Thompson, Frank Unger                            | 30 stycznia 1960     |
| * Odcinek został wydany w Polsce na dvd pod tytułem „Mieszczanie” oraz „Strach na sprzedaż”. |                               |                                                     |                |                                                         |                      |
| 21                                                                                           | The Spanish Grant             | Z nadania hiszpańskiego króla                       | Christian Nyby | David Dortort, Leonard Heideman                         | 6 lutego 1960        |
| * Odcinek został wydany w Polsce na dvd pod tytułem „Hiszpańska księżniczka”.                |                               |                                                     |                |                                                         |                      |
| 22                                                                                           | Blood on the Land             | Ziemia warta krwi                                   | Felix Feist    | Robert E. Thompson                                      | 13 lutego 1960       |
| * Odcinek został wydany w Polsce na dvd pod tytułem „Ziemia obiecana”.                       |                               |                                                     |                |                                                         |                      |
| 23                                                                                           | Desert Justice                | Sprawiedliwość na pustyni / Sprawiedliwość pustkowi | Lewis Allen    | Donald S. Sanford                                       | 20 lutego 1960       |
| * Odcinek został wydany w Polsce na dvd pod tytułem „Prawo pustyni”.                         |                               |                                                     |                |                                                         |                      |
| 24                                                                                           | The Stranger                  | Obcy                                                | Christian Nyby | Leonard Heideman                                        | 27 lutego 1960       |
| 25                                                                                           | Escape to Ponderosa           | Ucieczka do Ponderosy                               | Christian Nyby | Robert E. Thompson, Bill Barrett, Malcolm Stuart Boylan | 5 marca 1960         |
| * Odcinek został wydany w Polsce na dvd pod tytułem „Ucieczka do Ponderosy”.                 |                               |                                                     |                |                                                         |                      |
| 26                                                                                           | The Avenger                   | Mściciel                                            | Christian Nyby | Clair Huffaker                                          | 19 marca 1960        |
| * Odcinek został wydany w Polsce na dvd pod tytułem „Mściciel”.                              |                               |                                                     |                |                                                         |                      |
| 27                                                                                           | The Last Trophy               | Ostatnie trofeum                                    | Lewis Allen    | Bill S. Ballinger                                       | 26 marca 1960        |
| * Odcinek został wydany w Polsce na dvd pod tytułem „Ostatnie trofeum”.                      |                               |                                                     |                |                                                         |                      |
| 28                                                                                           | San Francisco                 | San Francisco                                       | Arthur Lubin   | Thomas Thompson                                         | 2 kwietnia 1960      |
| 29                                                                                           | Bitter Water                  | Strumień goryczy                                    | George Blair   | Harold Jack Bloom                                       | 9 kwietnia 1960      |
| 30                                                                                           | Feet of Clay                  | Niespełnione marzenie                               | Arthur Lubin   | John Furia                                              | 16 kwietnia 1960     |
| * Odcinek został wydany w Polsce na dvd pod tytułem „Ojciec i syn”.                          |                               |                                                     |                |                                                         |                      |
| 31                                                                                           | Dark Star                     | Urodzona pod złą gwiazdą                            | Lewis Allen    | Anthony Lawrence                                        | 23 kwietnia 1960     |
| * Odcinek został wydany w Polsce na dvd pod tytułem „Mroczna gwiazda”.                       |                               |                                                     |                |                                                         |                      |
| 32                                                                                           | Death at Dawn                 | Śmierć o świcie                                     | Charles Haas   | Laurence E. Mascott                                     | 30 kwietnia 1960     |
| * Odcinek został wydany w Polsce na dvd pod tytułem „Śmierć o świcie”.                       |                               |                                                     |                |                                                         |                      |

## Sezon 2 (1960-1961)
| 33                                                                                      | 1  | Showdown                | Próba sił                        | Lewis Allen           | Dean Riesner                                   | 10 września 1960     |
| * Odcinek został wydany w Polsce na dvd pod tytułem „Ostateczna rozgrywka ”.            |    |                         |                                  |                       |                                                |                      |
| 34                                                                                      | 2  | The Mission             | Misja                            | James Neilson         | Robert E. Thompson                             | 17 września 1960     |
| * Odcinek został wydany w Polsce na dvd pod tytułem „Wyprawa”.                          |    |                         |                                  |                       |                                                |                      |
| 35                                                                                      | 3  | Badge Without Honor     | Splamiona odznaka                | Arthur Lubin          | John Twist                                     | 24 września 1960     |
| * Odcinek został wydany w Polsce na dvd pod tytułem „Stróż bezprawia”.                  |    |                         |                                  |                       |                                                |                      |
| 36                                                                                      | 4  | The Mill                | Młyn                             | John Rich             | Halsted Welles                                 | 1 października 1960  |
| * Odcinek został wydany w Polsce na dvd pod tytułem „Młyn”.                             |    |                         |                                  |                       |                                                |                      |
| 37                                                                                      | 5  | The Hopefuls            | Niosący nadzieję                 | James Neilson         | E. Jack Neuman                                 | 8 października 1960  |
| * Odcinek został wydany w Polsce na dvd pod tytułem „Osadnicy” oraz „Wiara i nadzieja”. |    |                         |                                  |                       |                                                |                      |
| 38                                                                                      | 6  | Denver McKee            | Denver McKee                     | Jacques Tourneur      | Fred Freiberger, Steve McNeil                  | 15 października 1960 |
| * Odcinek został wydany w Polsce na dvd pod tytułem „Denver McKee”.                     |    |                         |                                  |                       |                                                |                      |
| 39                                                                                      | 7  | Day of Reckoning        | Dzień sądu                       | Richard H. Bartlett   | R. Harner Norris, Leonard Heideman             | 22 października 1960 |
| * Odcinek został wydany w Polsce na dvd pod tytułem „Dzień zapłaty”.                    |    |                         |                                  |                       |                                                |                      |
| 40                                                                                      | 8  | The Abduction           | Porwanie                         | Charles Haas          | Herman Groves                                  | 29 października 1960 |
| * Odcinek został wydany w Polsce na dvd pod tytułem „Porwanie”.                         |    |                         |                                  |                       |                                                |                      |
| 41                                                                                      | 9  | Breed of Violence       | Drapieżniki                      | John Florea           | David Lang                                     | 5 listopada 1960     |
| * Odcinek został wydany w Polsce na dvd pod tytułem „Polowanie”.                        |    |                         |                                  |                       |                                                |                      |
| 42                                                                                      | 10 | The Last Viking         | Ostatni wiking                   | John Florea           | Anthony Lawrence                               | 12 listopada 1960    |
| * Odcinek został wydany w Polsce na dvd pod tytułem „Ostatni wiking”.                   |    |                         |                                  |                       |                                                |                      |
| 43                                                                                      | 11 | The Trail Gang          | Spęd bydła                       | John Rich             | Carey Wilber                                   | 26 listopada 1960    |
| * Odcinek został wydany w Polsce na dvd pod tytułem „Poganiacze”.                       |    |                         |                                  |                       |                                                |                      |
| 44                                                                                      | 12 | The Savage              | Na pustkowiu                     | James Neilson         | Joseph Stone, Paul King                        | 3 grudnia 1960       |
| * Odcinek został wydany w Polsce na dvd pod tytułem „Dzikuska”.                         |    |                         |                                  |                       |                                                |                      |
| 45                                                                                      | 13 | Silent Thunder          | Milczący krzyk                   | Robert Altman         | John Furia                                     | 10 grudnia 1960      |
| * Odcinek został wydany w Polsce na dvd pod tytułem „Cichy grom”.                       |    |                         |                                  |                       |                                                |                      |
| 46                                                                                      | 14 | The Ape                 | Małpa                            | James P. Yarbrough    | Gene L. Coon                                   | 17 grudnia 1960      |
| * Odcinek został wydany w Polsce na dvd pod tytułem „Małpolud”.                         |    |                         |                                  |                       |                                                |                      |
| 47                                                                                      | 15 | The Blood Line          | Zła krew                         | Lewis Allen           | William Raynor, Myles Wilder                   | 31 grudnia 1960      |
| * Odcinek został wydany w Polsce na dvd pod tytułem „Więzy krwi”.                       |    |                         |                                  |                       |                                                |                      |
| 48                                                                                      | 16 | The Courtship           | Zaloty                           | James P. Yarbrough    | Richard Neil Morgan                            | 7 stycznia 1961      |
| * Odcinek został wydany w Polsce na dvd pod tytułem „Zaloty”.                           |    |                         |                                  |                       |                                                |                      |
| 49                                                                                      | 17 | The Spitfire            | Płomień nienawiści / Zła jak osa | William Dario Faralla | Ward Hawkins                                   | 14 stycznia 1961     |
| * Odcinek został wydany w Polsce na dvd pod tytułem „Złośnica”.                         |    |                         |                                  |                       |                                                |                      |
| 50                                                                                      | 18 | The Bride               | Żona                             | Alvin Ganzer          | Richard Newman                                 | 21 stycznia 1961     |
| * Odcinek został wydany w Polsce na dvd pod tytułem „Panna młoda”.                      |    |                         |                                  |                       |                                                |                      |
| 51                                                                                      | 19 | Bank Run                | Szturm na bank                   | Robert Altman         | N. B. Stone Jr.                                | 28 stycznia 1961     |
| * Odcinek został wydany w Polsce na dvd pod tytułem „Napad na bank”.                    |    |                         |                                  |                       |                                                |                      |
| 52                                                                                      | 20 | The Fugitive            | Zbieg                            | Lewis Allen           | Richard Landau                                 | 4 lutego 1961        |
| * Odcinek został wydany w Polsce na dvd pod tytułem „Zbieg”.                            |    |                         |                                  |                       |                                                |                      |
| 53                                                                                      | 21 | Vengeance               | Zemsta                           | Dick Moder            | Marion Parsonnet                               | 11 lutego 1961       |
| * Odcinek został wydany w Polsce na dvd pod tytułem „Zemsta”.                           |    |                         |                                  |                       |                                                |                      |
| 54                                                                                      | 22 | Tax Collector           | Poborca podatkowy                | William Witney        | Arnold Belgard                                 | 18 lutego 1961       |
| * Odcinek został wydany w Polsce na dvd pod tytułem „Poborca podatkowy”.                |    |                         |                                  |                       |                                                |                      |
| 55                                                                                      | 23 | The Rescue              | Na ratunek                       | William Dario Faralla | Steve McNeil                                   | 25 lutego 1961       |
| * Odcinek został wydany w Polsce na dvd pod tytułem „Odsiecz”.                          |    |                         |                                  |                       |                                                |                      |
| 56                                                                                      | 24 | The Dark Gate           | Wrota szaleństwa                 | Robert Gordon         | Ward Hawkins                                   | 4 marca 1961         |
| * Odcinek został wydany w Polsce na dvd pod tytułem „Bramy mroku”.                      |    |                         |                                  |                       |                                                |                      |
| 57                                                                                      | 25 | The Duke                | Książę                           | Robert Altman         | Theodore Ferro, Mathilde Ferro, William R. Cox | 11 marca 1961        |
| 58                                                                                      | 26 | Cutthroat Junction      | Krwawy szlak                     | Dick Moder            | Nat Tanchuck                                   | 18 marca 1961        |
| 59                                                                                      | 27 | The Gift                | Prezent                          | William Witney        | Denne Bart Petitclerc, Thomas Thompson         | 1 kwietnia 1961      |
| 60                                                                                      | 28 | The Rival               | Rywal                            | Robert Altman         | Anthony Lawrence                               | 15 kwietnia 1961     |
| 61                                                                                      | 29 | The Infernal Machine    | Piekielna machina                | William Witney        | Ward Hawkins                                   | 22 kwietnia 1961     |
| 62                                                                                      | 30 | The Thunderhead Swindle | Oszustwo w Thunderhead           | Dick Moder            | Gene L. Coon                                   | 29 kwietnia 1961     |
| 63                                                                                      | 31 | The Secret              | Sekret                           | Robert Altman         | John Hawkins                                   | 6 maja 1961          |
| 64                                                                                      | 32 | The Dream Riders        | Na skrzydłach marzeń             | Robert Altman         | James Van Wagoner, Jack McClain                | 20 maja 1961         |
| 65                                                                                      | 33 | Elizabeth, My Love      | Ukochana Elizabeth               | Lewis Allen           | Anthony Lawrence                               | 27 maja 1961         |
| 66                                                                                      | 34 | Sam Hill                | Sam Hill                         | Robert Altman         | David Dortort                                  | 3 czerwca 1961       |